# Bonde de Los Angeles
O Bonde de Los Angeles é um bonde elétrico planejado, parcialmente financiado, que voltaria a um único percurso no Centro de Los Angeles. O sistema de bonde da Los Angeles Railway serviu a área na primeira parte do século XX.

## História
Em meados da década de 1990, a noção de levar os bondes de volta a Los Angeles começou a ser explorada. Ao longo dos anos, várias entidades e funcionários estiveram envolvidos nesse processo de desdobramento que acabou se concentrando no centro da cidade. A congressista Lucille Roybal-Allard garantiu US$ 100 mil para um estudo de viabilidade divulgado em setembro de 2006. Em 2008, foi endossado pelo vereador Jose Huizar como parte de sua iniciativa Bringing Back Broadway, sendo um patrocinador influente. 
Em maio de 2011, a Autoridade Metropolitana de Transporte (Metro) do condado de Los Angeles, a cidade de Los Angeles e várias partes interessadas começaram a realizar estudos e a realizar reuniões públicas para explorar a viabilidade de restaurar o serviço de bondes no centro da cidade.  De acordo com o Metro, o esforço de restauração dos bondes promoverá a revitalização do Centro Histórico do centro de Los Angeles e conectará pessoas a centros de emprego, centros comerciais, recursos cívicos, instituições culturais, marcos históricos e locais de entretenimento dentro da área de estudo do projeto.  
Depois de restringir-se a sete alinhamentos possíveis para consideração inicial, estudos posteriores resultaram em um alinhamento sendo escolhido como a Alternativa Preferida Localmente em janeiro de 2012.  Este alinhamento viajaria pela Grand Avenue, 1st Street, Broadway, 11th Street, Figueroa Street, 7th Street e Hill Street, embora também estivesse incluída uma segunda alternativa, incluindo um alinhamento na 9th Street em vez da 7th Street. Assim, duas construções deveriam ser estudadas para o desenvolvimento potencial.    Um esboço do Relatório de Impacto Ambiental para essas duas construções alternativas eram esperadas para serem divulgadas ao público na primavera de 2014.  
Em julho de 2017, o projeto havia garantido pelo menos US$ 390 milhões em financiamento local e deveria entrar em operação em 2021.   Um distrito de imposto sobre propriedade criado ao longo de sua rota proposta, aprovado em 2012, forneceria US$ 62,5 milhões a US$ 80 milhões. A Medida M, um novo imposto sobre vendas local, forneceria US$ 200 milhões para o projeto, mas o financiamento não estaria disponível até 2053.   Em julho de 2018, a cidade de Los Angeles divulgou a Avaliação Ambiental para comentário público.  A essa altura, a alternativa da 9th street já não estava sendo considerada. A audiência pública para comentários teve uma participação escassa. 
A Câmara Municipal de Los Angeles, em 15 de agosto de 2018, aprovou um Plano de Financiamento para o projeto, orientou a equipe a solicitar uma subvenção federal do Small Starts e também apresentou uma proposta à Metro para financiamento da Medida M a ser acelerada. 